# Euthalia yapola
Euthalia yapola är en fjärilsart som beskrevs av Hans Fruhstorfer 1913. Euthalia yapola ingår i släktet Euthalia och familjen praktfjärilar. Inga underarter finns listade i Catalogue of Life.